# Geodermatophilales
Ordre
Les Geodermatophilales forment un ordre de bactéries gram positives de la classe des Actinomycetes. Il comprend des bactéries capables de vivre dans des sols très arides.

## Description
Les bactéries de cet ordre sont des bactéries gram positives, aérobies et qui peuvent être mobiles.

## Habitat
Cet ordre comprend de nombreuses souches bactériennes dont certaines Geodermatophilus capables de vivre dans des sols d'environnements arides ou hyper-arides.

## Taxonomie
Le nom correct complet (avec auteur) de ce taxon est Geodermatophilales Sen et al. 2014.
Le genre type est : Geodermatophilus Luedemann 1968.
Geodermatophilales a pour synonyme :
- Antricoccales Salam et al. 2020

### Étymologie
L'étymologie de cet ordre est la suivante : Ge.o.der.ma.to.phil.a’les. N.L. masc. n. Geodermatophilus, type genus of the order; L. fem. pl. n. suff. -ales, ending to denote an order; N.L. fem. pl. n. Geodermatophilales, the Geodermatophilus order. Le terme est construit sur les racines suivantes : Géo du grec ancien γῆ, gễ (la Terre), Dermato du grec ancien δέρματος, dérmatos (peau) et Phile du grec ancien φίλος, phílos (aimer, avoir une affinité).

## Liste des familles
Initialement, l'ordre Geodermatophilales n'a compté qu'une seule famille, désormais, selon la base taxonomique LPSN (29 octobre 2023), il compte actuellement les deux familles suivantes :
- Antricoccaceae Nouioui et al. 2018
- Geodermatophilaceae Normand 2006